# Morris (village, New York)
Pour les articles homonymes, voir Morris.
Ne doit pas être confondu avec Morris (town, New York).
Morris est un village du comté d'Otsego, dans l'État de New York, aux États-Unis,. En 2010, il comptait une population de 583 habitants.

## Démographie
Lors du recensement de 2000, le village comptait une population de 583 habitants, tandis qu'en 2019, elle est estimée à 559 habitants.